# Новогригорьевка (Нижнегорский район)
Новогриго́рьевка (укр. Новогригорівка, крымскотат. Novogrigoryevka, Новогригорьевка) — село в Нижнегорском районе Республики Крым, центр Новогригорьевского сельского поселения (согласно административно-территориальному делению Украины — Новогригорьевского сельского совета Автономной Республики Крым).

## Население
| 2001 | 2014  |
| ---- | ----- |
| 1311 | ↘1002 |

Всеукраинская перепись 2001 года показала следующее распределение по носителям языка
| Язык             | Процент |
| ---------------- | ------- |
| русский          | 78.87   |
| крымскотатарский | 11.06   |
| украинский       | 8.77    |
| другие           | 0.31    |

### Динамика численности
- 1926 год — 254 чел.[10]
- 1974 год — 1074 чел.[11]
- 1989 год — 1222 чел.[12]
- 2001 год — 1311 чел.[13]
- 2014 год — 1002 чел.[14]

## Современное состояние
На 2017 год в Новогригорьевке числится 12 улиц; на 2009 год, по данным сельсовета, село занимало площадь 103,5 гектара на которой, в 395 дворах, проживало более 1,1 тысячи человек. В селе действует средняя школа-детский сад, амбулатория общей практики семейной медицины, отделение почты России, сельский дом
культуры, библиотека-филиал № 14, храм преподобного Григория Чудотворца. Новогригорьевка связана автобусным сообщением с Симферополем, райцентром и соседними населёнными пунктами.

## География
Новогригорьевка — село на западе района, в степном Крыму, у границы с Красногвардейским районом, на правом берегу Салгира, высота центра села над уровнем моря — 26 м. Ближайшие сёла: Коренное в 3 км на запад, Мускатное Красногвардейского района в 2,5 км на северо-запад, Владиславовка в 0,7 км на север и Буревестник в 1,5 км на восток. Расстояние до райцентра — около 12 километров (по шоссе) на восток, там же ближайшая железнодорожная станция — Нижнегорская (на линии Джанкой — Феодосия). Транспортное сообщение осуществляется по региональным автодорогам 35К-014 Красногвардейское — Нижнегорский и 35Н-375 от шоссе до Коренного (по украинской классификации — С-0-10919 и Т-0-110).

## История
Есть данные, что село было основано в 1923 году переселенцами из Мироновского района Киевской области. Согласно Списку населённых пунктов Крымской АССР по Всесоюзной переписи 17 декабря 1926 года, в селе Ново-Григорьевка, Новосельевского сельсовета Феодосийского района, числилось 53 двора, все крестьянские, население составляло 254 человека, из них 219 украинцев, 33 русских, 2 записаны в графе «прочие». Постановлением ВЦИК «О реорганизации сети районов Крымской АССР» от 30 октября 1930 года был создан Сейтлерский район (по другим сведениям 15 сентября 1931 года) и село передали в его состав. В том же году в селе были созданы колхозы им. Шевченко и «Украина», через год объединённые в один — имени Шевченко. Видимо, в ходе той же реорганизации, был образован сельсовет, поскольку на 1940 год он уже существовал и действовал всю дальнейшую историю.
Во время Великой Отечественной войны при обороне Крыма в 1941 году у Новогригорьевки погиб красноармеец, имя которого осталось неизвестным. Местные жители похоронили бойца на сельском кладбище. Коллективом местного колхоза им. Войкова в 1977 году был установлен современный памятник. В годы войны на фронтах сражались 103 жителя сел Новогригорьевского сельсовета, из них 45 жителей села Новогригорьевки. В их честь в ноябре 1967 года в центре сел был установлен памятный знак — мемориальная композиция из стелы, мемориальных плит и чаши. Постановлением Совета министров Республики Крым № 627 от 20 декабря 2016 года оба памятника отнесены к категории объектов культурно-исторического наследия России регионального значения.
В 1944 году, после освобождения Крыма от фашистов, 12 августа 1944 года было принято постановление № ГОКО-6372с «О переселении колхозников в районы Крыма» и в сентябре 1944 года в район приехали первые новоселы (320 семей) из Тамбовской области, а в начале 1950-х годов последовала вторая волна переселенцев из различных областей Украины. С 25 июня 1946 года Новогригорьевка в составе Крымской области РСФСР. В 1950 году произошло объединение 4 колхозов, находившихся на территории сельского совета. 26 апреля 1954 года Крымская область была передана из состава РСФСР в состав УССР. По данным переписи 1989 года в селе проживало 1222 человека. С 12 февраля 1991 года село в восстановленной Крымской АССР, 26 февраля 1992 года переименованной в Автономную Республику Крым. С 21 марта 2014 года в составе Крыма аннексирована Россией.

## Известные жители и уроженцы
- Сакун, Фёдор Павлович (род. 1929) — Герой Социалистического Труда.